# Materialgestütztes Schreiben
Materialgestütztes Schreiben ist eine seit 2012 in den Vorgaben der nationalen Bildungsstandards vorgesehene und im Schuljahr 2014/15 mit dem neuen Kernlehrplan für das Fach Deutsch eingeführte Aufgabenart im Fach Deutsch. Im Rahmen der Aufgabe sollen Schülerinnen und Schüler in einem vorgegebenen Setting (z. B. Brief an den Stadtrat) ausgehend von vorgegebenen Materialien materialgestützt zu einer Frage- oder Problemstellung einen Text verfassen. Die Aufgabenart soll Schülerinnen und Schüler auf spätere berufliche bzw. universitäre Anforderungen vorbereiten und auf eine sich wandelnde Lese- und Schreibpraxis reagieren.